# Zeiraphera rufimitrana
Zeiraphera rufimitrana là một loài bướm đêm thuộc họ Tortricidae. Nó được tìm thấy ở miền trung châu Âu đến miền đông Nga, Mông Cổ, bán đảo Triều Tiên và Nhật Bản. Nó được ghi chép lần đầu từ Hà Lan bởi Kuchlein và Naves vào năm 1999.
Sải cánh dài 12–16 mm. Con trưởng thành bay từ the end of tháng 6 đến tháng 8.
Ấu trùng của ssp. truncata ăn Abies sachalinensis. Ấu trùng của phụ loài ăn Abies alba, Abies cephalonica, Abies balsamea, Pinus pinea và Picea excelsa.

## Phụ loài
- Zeiraphera rufimitrana rufimitrana
- Zeiraphera rufimitrana truncata (Nhật Bản)